# Cimetière militaire de Saint-Étienne-au-Mont
 (avril 2019).
Si vous disposez d'ouvrages ou d'articles de référence ou si vous connaissez des sites web de qualité traitant du thème abordé ici, merci de compléter l'article en donnant les références utiles à sa vérifiabilité et en les liant à la section « Notes et références ».
Le cimetière militaire de Saint-Étienne-au-Mont est situé dans le département du Pas-de-Calais,

## Historique
Dans le cimetière communal de Saint-Étienne-au-Mont, on trouve un carré de 160 tombes de travailleurs du "Chinese Labour Corps", trois tombes de matelots chinois de la marine marchande et trois tombes de travailleurs britanniques (cet espace est parfois appelé "Cimetière chinois de Pont-de-Briques").
À partir de 1917, l'épidémie de grippe espagnole tue ces travailleurs chinois parmi des millions d'Européens. Sur les tombes ne figure que le numéro de matricule de ces hommes, seuls quelques noms sont indiqués.
Au centre, se dresse un monument mémorial. Les tombes et le monument sont en mauvais état, par rapport à d'autres cimetières militaires entretenus par la CWGC[non neutre].

## Galerie

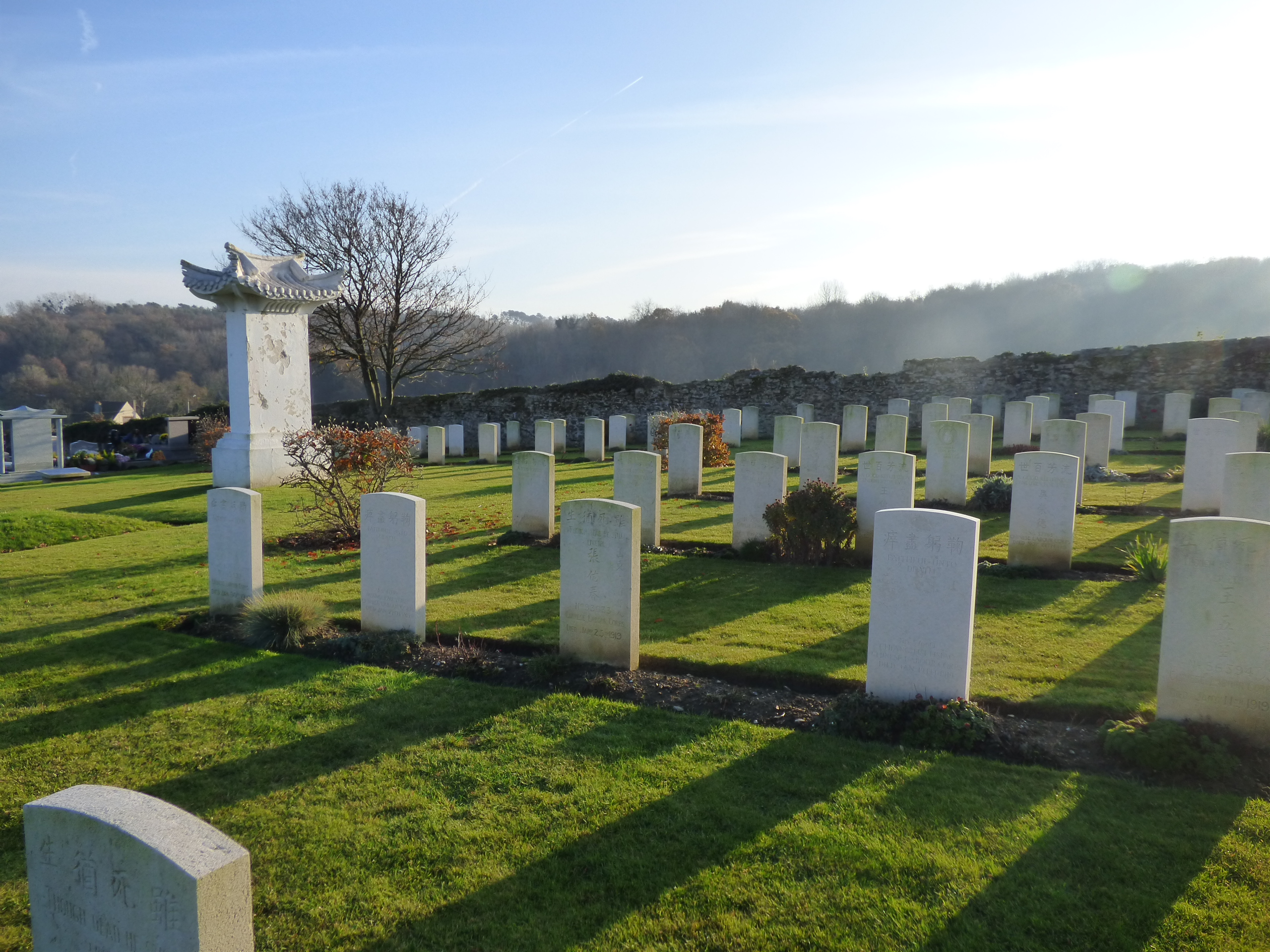
Vue du cimetière chinois de Saint-Étienne-au-Mont.
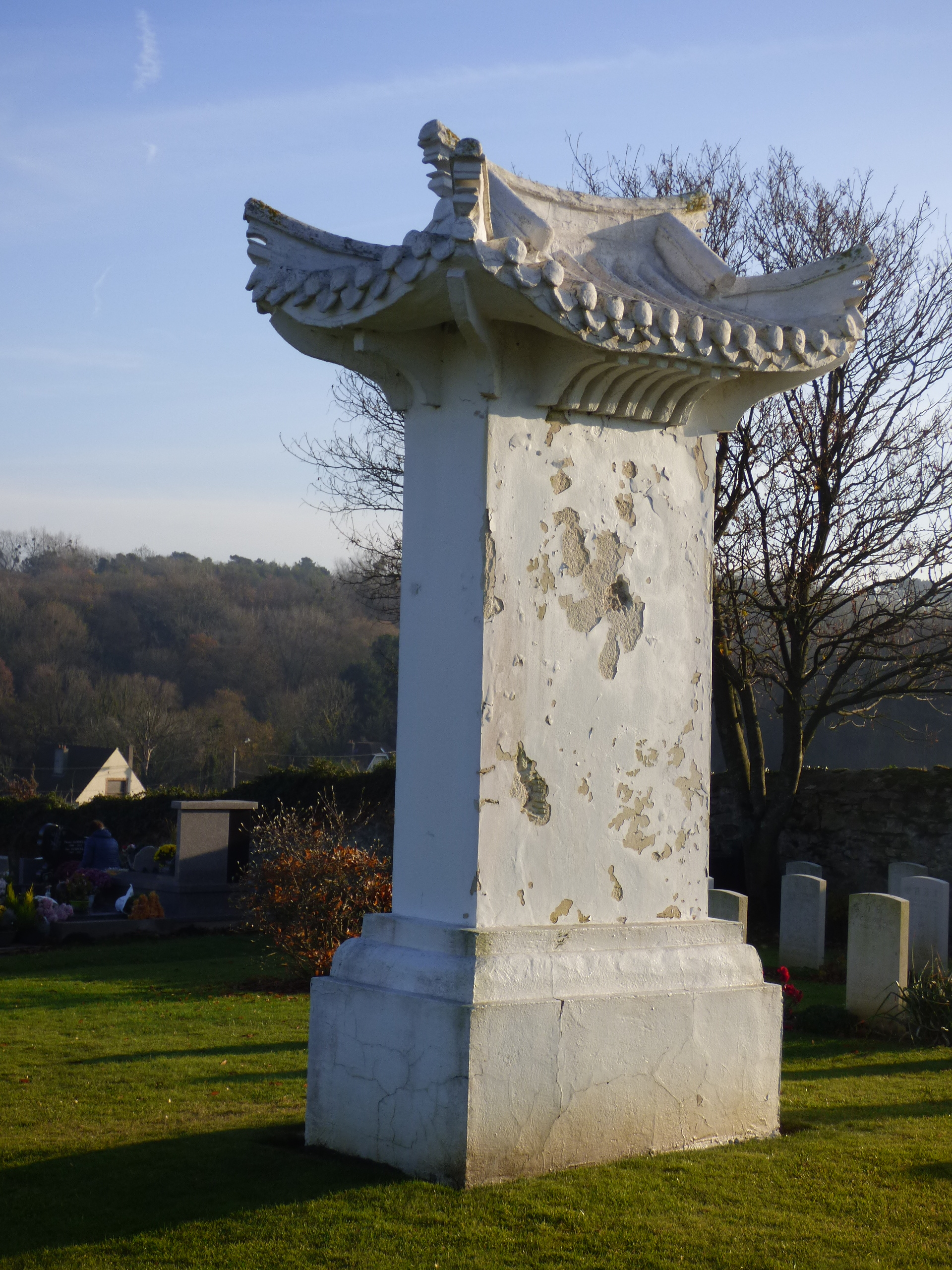
Monument du cimetière chinois de Saint-Étienne-au-Mont.